# Фрилендорф
Фрилендорф (нем. Frielendorf) — община в Германии, в земле Гессен. Подчиняется административному округу Кассель. Входит в состав района Швальм-Эдер.  Население составляет 7623 человека (на 31 декабря 2010 года). Занимает площадь 85,83 км².